# Stały Komitet Mediewistów Polskich
Stały Komitet Mediewistów Polskich – gremium przedstawicieli reprezentujących polskie ośrodki naukowe zajmujące się średniowieczem.
Komitet ukonstytuował się 11 lutego 2003 na spotkaniu w Instytucie Historii PAN. W skład komitetu weszło około 50 osób. Przewodniczącym wybrano Wojciecha Fałkowskiego, obecnie przewodniczącym jest Stanisław Rosik. Zadaniem naczelnym komitetu jest integracja polskich mediewistów różnych dyscyplin w jednym środowisku. Celowi temu mają służyć: strona internetowa, organizacja Kongresów Mediewistów Polskich, powołanie wspólnego towarzystwa naukowego.
Komitet przyznaje medal Lux Et Laus za wyjątkowe zasługi w badaniach historycznych. Dotychczas otrzymali go Gerard Labuda, Jacques Le Goff i Witold Hensel.